# Vector Motors
Vector Motors Corporation é uma fábrica americana de automóveis localizada originalmente na Califórnia, mas transferida mais tarde para a Flórida. Sua história pode ser seguida à Vehicle Design Force que foi fundada em 1971 por Gerald Wiegert. A produção de veículos começou em 1989 e cessou nos anos de 1990.
A companhia renasceu recentemente como Vector Motors Corporation, mas Wiegert não tem produzido atualmente outros carros. O Vector é creditado aos Estados Unidos e tenta primeiramente competir no desempenho com os fabricantes de carros europeus como Ferrari, Lamborghini, e Lotus.

## Atualmente
Depois que a Vector Aeromotive foi vendido para a American Aeromotive, Wiegert mudou o nome da companhia para Avtech Motors, depois para Vector Supercars, então finalmente para Vector Motors. 
Nem Wiegert, nem a American Aeromotive produziram carros, assim fica a dúvida se haverá outro Vector produzido.

## Automóveis produzidos

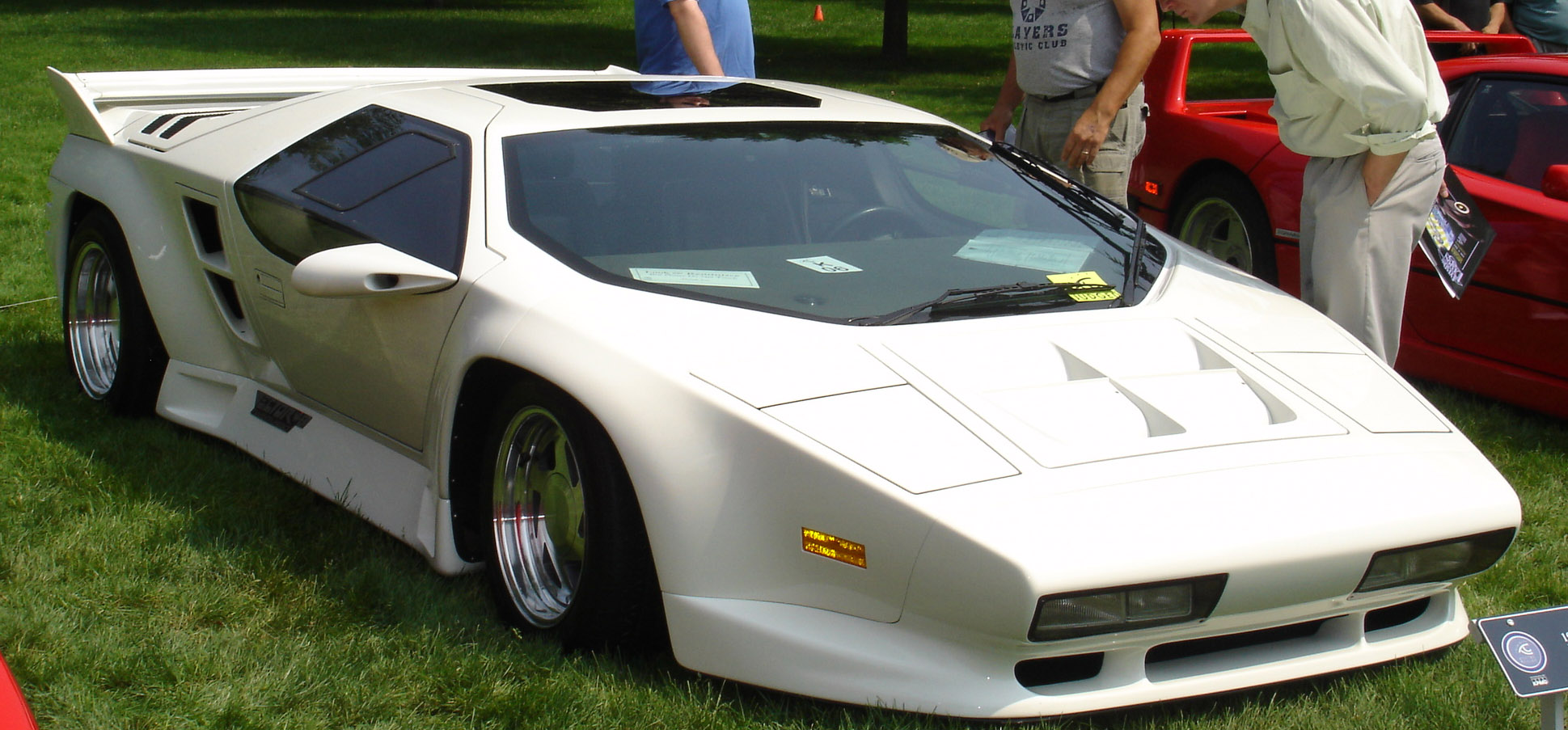
Vector W8 Twin Turbo

- Vector Studie
- Vector Prototype Link
- Vector W2
- Vector W8 Twin Turbo Link
- Vector WX-3 Link
- Vector M12 Link
- Vector SRV-8 Link
- Vector WX-3R Link